# Alain Roche
Alain Roche (* 14. října 1967 Brive-la-Gaillarde) je bývalý francouzský fotbalista. Reprezentoval Francii v letech 1988–1996, sehrál za ni 25 zápasů a vstřelil v jeden gól. Získal s ní bronzovou medaili na mistrovství Evropy 1996. V roce 1988 se stal mistrem Evropy do 21 let. S Paris Saint-Germain vyhrál Pohár vítězů pohárů 1995/96. Třikrát se stal mistrem Francie, jednou s Girondins Bordeaux (1986–87), jednou s Olympique Marseille (1989–90) a jednou s Paris Saint-Germain (1993–94). Dále hrál za Auxerre a Valencii.